# Francisco Xavier de Luna Pizarro
Francisco Javier Luna-Pizarro y Pacheco de Chávez (Arequipa, 3 dicembre 1780 – Lima, 9 febbraio 1855) è stato un arcivescovo, politico e avvocato peruviano.

## Biografia
È stato arcivescovo di Lima dal 1846 al 1855, deputato per il suo dipartimento natale, senatore della Repubblica, e Presidente dei Congressi Costituenti del 1822, 1828 e 1834. Fu oltretutto rettore della Scuola di Medicina di San Fernando dell'Universidad Nacional Mayor de San Marcos. È stato una delle maggiori figure intellettuali e politiche del Perù agli inizi della Repubblica.

## Genealogia episcopale e successione apostolica
La genealogia episcopale è:
- Cardinale Scipione Rebiba
- Cardinale Giulio Antonio Santori
- Cardinale Girolamo Bernerio, O.P.
- Arcivescovo Galeazzo Sanvitale
- Cardinale Ludovico Ludovisi
- Cardinale Luigi Caetani
- Cardinale Ulderico Carpegna
- Cardinale Paluzzo Paluzzi Altieri degli Albertoni
- Cardinale Francesco Acquaviva d'Aragona
- Cardinale Carlos Borja Centellas y Ponce de León
- Arcivescovo Domingo Valentín Guerra Arteaga y Leiba
- Cardinale Alvaro Mendoza Caamaño y Sotomayor
- Vescovo Pedro González García
- Vescovo Francisco Javier Sánchez Cabezón
- Arcivescovo Diego Antonio de Parada
- Arcivescovo Juan Domingo González de la Reguera
- Vescovo Pedro José Chávez de la Rosa
- Arcivescovo Bartolomé María de las Heras Navarro
- Vescovo José Calixto Orihuela Valderrama, O.E.S.A.
- Arcivescovo Jorge Benavente Macoaga
- Arcivescovo Francisco Javier Luna-Pizarro y Pacheco de Chávez

La successione apostolica è:
- Vescovo José María Arriaga (1840)
- Arcivescovo Francisco de Sales Arrieta Ortiz, O.F.M.Obs. (1841)
- Vescovo Eugenio Mendoza Jara (1844)
- Arcivescovo José Manuel Pasquel y Losada (1848)